# 長野奧林匹克體育場
長野奧林匹克體育場（日语：長野オリンピックスタジアム）是一座位於日本長野縣長野市可舉行棒球賽事的體育場。1998年冬季奧林匹克運動會的開閉幕式都於此舉行。體育場可容納35000人。體育場為長野奧林匹克紀念馬拉松的終點。

## 外部連結
- （日語）南長野運動公園総合運動場 （页面存档备份，存于） - 長野市官方網站

36°34′47″N 138°09′56″E / 36.57972°N 138.16556°E